# Rakaca, Borsod-Abaúj-Zemplén
Rakaca este un sat în districtul Edelény, județul Borsod-Abaúj-Zemplén, Ungaria, având o populație de 845 de locuitori (2011). 

## Demografie
Componența etnică a satului Rakaca
     Maghiari (59,81%)
     Romi (40,19%)
Componența confesională a satului Rakaca
     Greco-catolici (58,22%)
     Romano-catolici (18,7%)
     Reformați (1,78%)
     Necunoscută (21,3%)
Conform recensământului din 2011, satul Rakaca avea 845 de locuitori. Din punct de vedere etnic, majoritatea locuitorilor (59,81%) erau maghiari, cu o minoritate de romi (40,19%).  Din punct de vedere confesional, majoritatea locuitorilor (58,22%) erau greco-catolici, existând și minorități de romano-catolici (18,7%) și reformați (1,78%). Pentru 21,3% din locuitori nu este cunoscută apartenența confesională.